# پیتر ییلمنیتسکی
پیتر ییلمنیتسکی (انگلیسی: Peter Jilemnický؛ ۱۸ مارس ۱۹۰۱ – ۱۹ مارس ۱۹۴۹) نویسنده، روزنامه نگار، سیاستمدار کمونیست و آموزگار اهل کشور اتریش-مجارستان بود.